# Oleg Tichobajew
Oleg Tichobajew, (ros.) Олег Тихобаев (ur. 26 lipca 1990) – rosyjski pływak, specjalizujący się głównie w stylu dowolnym. 
Brązowy medalista mistrzostw Europy z Debreczyna w sztafecie 4 x 100 m stylem dowolnym.